# Escotismo

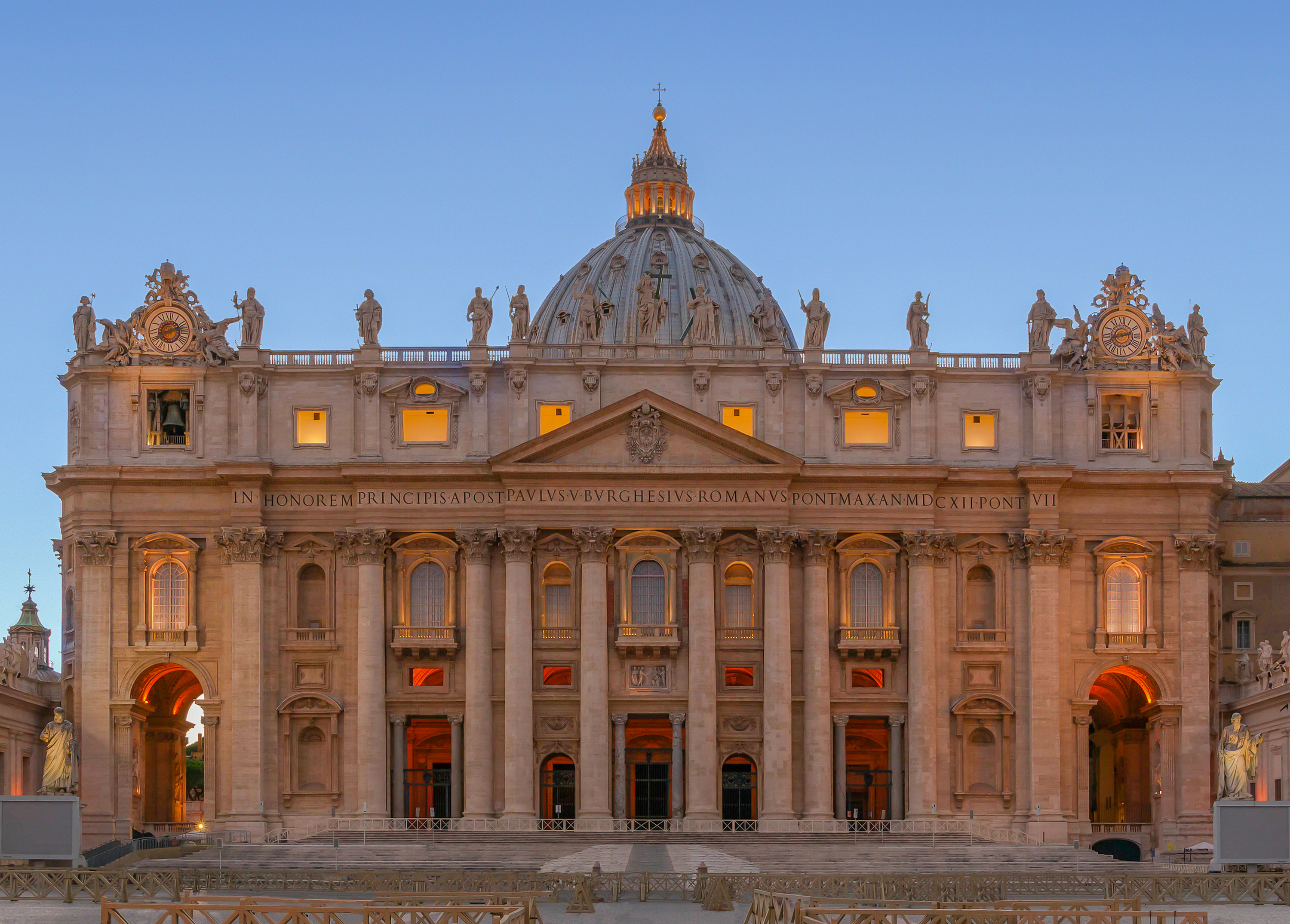
Fachada de la Basílica de San Pedro en Roma (Italia), comienzo de la tarde. Ciudad del Vaticano.

El escotismo es una corriente filosófica encuadrada en la tradición escolástica. Fue originada por Duns Escoto (1266-1308) quien, junto con Ockham, está considerado como uno de los más importantes filósofos medievales de la escolástica tardía.
Frente al tomismo, el escotismo subraya la primacía de la voluntad sobre el entendimiento, lo que aplicado a Dios y a la creación supone la contingencia radical del mundo. Este existe por un acto libre de la voluntad divina y podría perfectamente no haber existido o ser de un modo completamente distinto.
Entre otros seguidores de esta filosofía se puede destacar a Francisco de Meyronnes, Antonio Andreas o Juan de Bassoles.